# ヴィッキー・スノハラ
ヴィッキー・スノハラ（Vicky Sunohara、1970年5月18日 - ）は、カナダ代表の女子アイスホッケー選手。世界最高の女子ホッケー選手の1人と評価される。

## 人物
オンタリオ州スカボロー生まれ。父は日本人、母はウクライナ人。
1990年の世界選手権以来、数多くの優勝をカナダ代表チームにもたらし、2001年以来、カナダ代表チームのキャプテンを務めた。
ノースイースタン大学（ボストン）にアイスホッケー選手奨学生として在籍、トロント大学にも在籍していた。
オリンピック期間以外は、NWHL（女子ホッケーリーグ）の「ブランプトン・サンダー」のキャプテンとして活躍している。